# Пригородка
Пригородка (рос. Пригородка) — село в Усманському районі Липецької області Російської Федерації.
Населення становить 3399  осіб. Належить до муніципального утворення Пригородна сільрада.

## Історія
З 13 червня 1934 до 1954 року у складі Воронезької області. Відтак входить до складу Липецької області.
Згідно із законом від 2 липня 2004 року №114-оз органом місцевого самоврядування є Пригородна сільрада.

## Населення
| 2002 | 2010  | 2011  |
| ---- | ----- | ----- |
| 3168 | ↗3389 | ↗3399 |